# HOLD Alapkezelő
A HOLD Alapkezelő Zrt. (HOLD vagy HOLD Alapkezelő, korábban: Concorde Alapkezelő) egy 1994 óta működő magyar befektetési szolgáltató.

## Története
A társaság jogelődje a Concorde Alapkezelő amely 1994-től 2011-ig a Concorde Csoport tagja, majd 2011-től, a menedzsment többségi tulajdonszerzését követően, önálló társaság. 2017-től a korábbi anyavállalat nevét elhagyva a vállalat HOLD Alapkezelő néven folytatja tevékenységét.
Az alapkezelő vezérigazgatója az alapítástól 2006-ig Szabó László, ezt követően 2006 és 2023 között Bilibók Botond, majd 2023-tól Szabó Balázs.

## Médiamegjelenés
A társaság számos nyilvános fórumon jelen van, munkatársai rendszeresen publikálnak blogbejegyzéseket (HOLDBLOG, korábban Alapblog), gyakori vendégei podcasteknek és adnak elő szakmai rendezvényeken.
2020-ban Szabó Balázs és Balásy Zsolt HOLD After Hours címmel indított podcastet. A heti rendszerességű felvételek témái elsősorban tőzsde, gazdaság, politika és bulvár. A podcast a PodcastFestival 2023-as Arany mikrofon díjátadóján különdíjat nyert.

## Díjak
Privátbankár Klasszis díjak:
- Az Év Alapkezelője (2014, 2016, 2023. 2024)
- Az Év Legjobb Abszolút hozamú és származtatott Alapja (2014, 2016, 2018)
- Az Év Portfóliómenedzsere (2015  - Móricz Dániel, 2016 - Zsiday Viktor, 2017 - Zsiday Viktor, 2019 - Zsiday Viktor)
- Az Év Feltörekvő Portfóliómenedzsere (2014 - Cser Tamás, 2016 - Szőcs Gábor, 2022 - Szabó Balázs, 2023 - Szabó Balázs)